# Mšeno (nádraží)
Mšeno je dopravna D3 ve východní části města Mšeno v okrese Mělník v Středočeském kraji, poblíž Košáteckého potoka. Leží na neelektrizované železniční trati Mladá Boleslav – Mělník.

## Historie
Dne 22. června 1897 otevřela společnost Místní dráha Mělník-Mšeno železniční spojení své trati z Mělníku, odkud od roku 1874 procházela železnice v majetku společnosti Rakouské severozápadní dráhy (ÖNWB) spojující Vídeň a Berlín (úsek z Lysé do stanice Ústí nad Labem-Střekov), do Mšena. Nově postavené nádraží zde vzniklo dle typizovaného stavebního vzoru.
Dne 4. prosince 1897 byl pak společností zprovozněn úsek z Mšena do Dolního Cetna, který byl dne 26. listopadu 1905 prodloužen společností Místní dráha Sudoměř - Skalsko - Stará Paka do Mladé Boleslavi. Dopravu na trati z Mělníka zajišťovala ÖNWB, na druhé trati Česká severní dráha. Po jejich zestátnění dopravu převzaly Císařsko-královské státní dráhy (kkStB), po roce 1918 pak Československé státní dráhy. Obě tratě byly zestátněny roku 1925.

## Popis
Nacházejí se zde dvě nekrytá jednostranná nástupiště, k příchodu k vlakům slouží přechod přes koleje.